# مونياسا
مونياسا هي قرية تقع في إقليم أراد في رومانيا. تبعد عن أراد 102 كم.

## السكان
حسب إحصائيات 2002 بلغ عدد سكان القرية 1,056 نسمة.